# Dasyuris hectori
Dasyuris hectori là một loài bướm đêm trong họ Geometridae.